# Бьенвеню, Фюльжанс Мари Огюст
Фюльжанс Мари Огюст Бьенвеню (фр. Fulgence Marie Auguste Bienvenüe; 27 января 1852, Юзель, департамент Кот-д’Армор — 3 августа 1936, Париж) — французский инженер родом из Бретани, создатель парижского метро, проект которого он сам разработал и на протяжении 35 лет руководил его осуществлением.
В 1875 году окончил Политехническую школу с дипломом гражданского инженера и приступил к работе в Департаменте мостов и дорог в Алансоне. Занимался различными железнодорожными сооружениями в департаменте Майен, при несчастном случае на работе потерял левую руку.
С 1886 года работал в Париже, первоначально занимаясь строительством акведуков, доставляющих в город воду из Луары. В 1891 году был назначен главным инженером дорог и мостов. С утверждением в 1895 году проекта по строительству парижского метро Бьенвеню был приглашён возглавить работы и проводил дальнейшие исследования до 1898 года, после чего публично заявил, что в Париже будет построен метрополитен.
Строительство продолжалось до 1900 года и не вызвало особых протестов со стороны жителей города. Вечером 19 июля была открыта первая ветка метро, воспринятая парижанами очень положительно. За это предприятие Бьенвеню был удостоен Ордена Почётного легиона. Бьенвеню продолжает проектировать новые ветки, ему не препятствует и пожар 1903 года, унёсший жизни 84 человек.
2 августа 1914 года он пытается мобилизоваться в армию в возрасте 62 лет, чтобы принять участие в войне, но ему было отказано, так как он приносил больше пользы на своём посту. В 1926 году получил «Большой Крест Почётного легиона». 6 декабря 1932 года в возрасте 80 лет Бьенвеню вышел на пенсию, когда в столице насчитывалось уже триста станций метро.
Скончался 3 августа 1936 года; был похоронен на кладбище Пер-Лашез.

## Награды
- Большая золотая медаль SEP (1933)